# 罗定江 (天体测量学家)
罗定江（1926年—），男，广东南海人，中国天体测量学家，中国科学院北京天文台研究员，曾任中国天文学会理事。